# 9-я горнострелковая дивизия
9-я горнострелковая дивизия, 9-я горно-стрелковая дивизия — формирование (соединение (горнострелковая дивизия)) РККА ВС СССР в Великой Отечественной войне.
Полное действительное наименование соединения, по окончании Великой Отечественной войны — 9-я горнострелковая Краснодарская Краснознамённая ордена Красной Звезды дивизия имени Верховного Совета Грузинской ССР.

## История
Соединение имело наименования:
С июля 1918 года — 1-я Курская советская пехотная дивизия; с сентября 1918 года — 9-я пехотная дивизия; с октября 1918 года — 9-я стрелковая дивизия; с 16.10.1921 года — 1-я Кавказская стрелковая бригада и 2-я Кавказская стрелковая бригада; с 22.07.1922 года — 1-я Кавказская стрелковая дивизия; с 1931 года — 1-я горнострелковая дивизия; с 1936 года — 9-я горнострелковая дивизия; с сентября 1943 года — 9-я пластунская стрелковая дивизия; с июня 1946 года — 9-я отдельная кадровая пластунская стрелковая бригада; 9.6.1949 года — 9-я горнострелковая дивизия; с 10.6.1954 года 9-я стрелковая дивизия; с мая 1957 года — 80-я мотострелковая дивизия; с декабря 1964 года восстановлен номер дивизии, бывший в период Великой Отечественной войны 9-я мотострелковая дивизия; с октября 1992 года 131-я отдельная мотострелковая бригада; с 1.2.2009 года 7-я Краснодарская Краснознамённая орденов Кутузова и Красной Звезды военная база.

### Формирование
9-я горнострелковая дивизия была сформирована 20 июля 1918 года как 1-я Курская советская пехотная дивизия из красногвардейских и партизанских отрядов Курской, Льговской и Белгородской губерний Западного участка отрядов завесы
.
В сентябре некоторое время 1-я Курская пехотная дивизия находилась в составе Орловского военного округа. Дивизия вошла в состав 13-й армии Южного фронта и успешно отражала удары немецких войск под Курском.
В октябре 1918 года получила наименование 9-я стрелковая дивизия. В 1-ю бригаду входили 73-й, 74-й, 75-й стрелковые полки, во 2-ю бригаду — 76-й, 77-й, 78-й сп, в 3-ю бригаду — 79-й, 80-й, 81-й сп, 9-й артполк, 9-й кавполк. Дивизия вошла в состав войск 8-й армии. С августа 1919 года по февраль 1920 года 9-я сд находилась в оперативном подчинении 1-й Конной армии С. М. Будённого.
С началом боевых действий на Украине дивизия перебрасывается на Харьковское направление в подчинение Командующего Южным фронтом.
За успешные боевые действия за правобережную Украину Моссовет наградил дивизию двумя Красными Знамёнами.
Осенью 1920 года участвовала в разгроме Врангеля в Крыму на направлении Геническ — Керчь. Летом 1920 года воевала против Улагаевского десанта врангелевских войск на Кубани.

### В Закавказье
В январе 1921 года 9-я стрелковая дивизия переброшена в Закавказье для установления советской власти
на Кавказе. 25 февраля дивизия в составе 11-й армии вошла в Тбилиси, а в середине марта в Батуми.
9 мая 1921 года по приказу Реввоенсовета 11-й армии в дивизию вливается 34-я стрелковая дивизия (1-го формирования) вместе с 36-м горнострелковым Краснознамённым полком.
16 октября 1921 года дивизия переформировывается в 1-ю и 2-ю Кавказские бригады с дислокацией в Тбилиси и Батуми. А через 7 месяцев, 22 июля 1922 года, из этих двух бригад формируется 1-я Кавказская стрелковая дивизия.
29.02.1928 года к 10-летию РККА дивизия награждается Почётным Революционным Красным Знаменем за выдающиеся заслуги перед Родиной и высокие показатели в боевой учёбе.
Правительство Грузии, учитывая особые заслуги соединения в деле укрепления советской власти в Закавказье, взяло шефство над дивизией. Ей присваивается наименование «имени ЦИК ССР Грузии».
Отныне дивизия именуется 1-я Кавказская Краснознамённая стрелковая дивизия имени ЦИК ССР Грузии.
В 1931 году дивизия переформировывается в горнострелковую дивизию 1-я Кавказская горно-стрелковая дивизия им. ЦИК ССР Грузии.
22 марта 1936 года дивизия награждается Орденом Красной Звезды.
21.05.1936 года переименована и носила название 9-я горнострелковая Краснознамённая ордена Красной Звезды дивизия имени ЦИК ССР Грузии.
Боевые Знамёна 

Боевое Знамя.1-я Стрелковая Кавказская дивизия. Музей 9-й мсд. Майкоп.
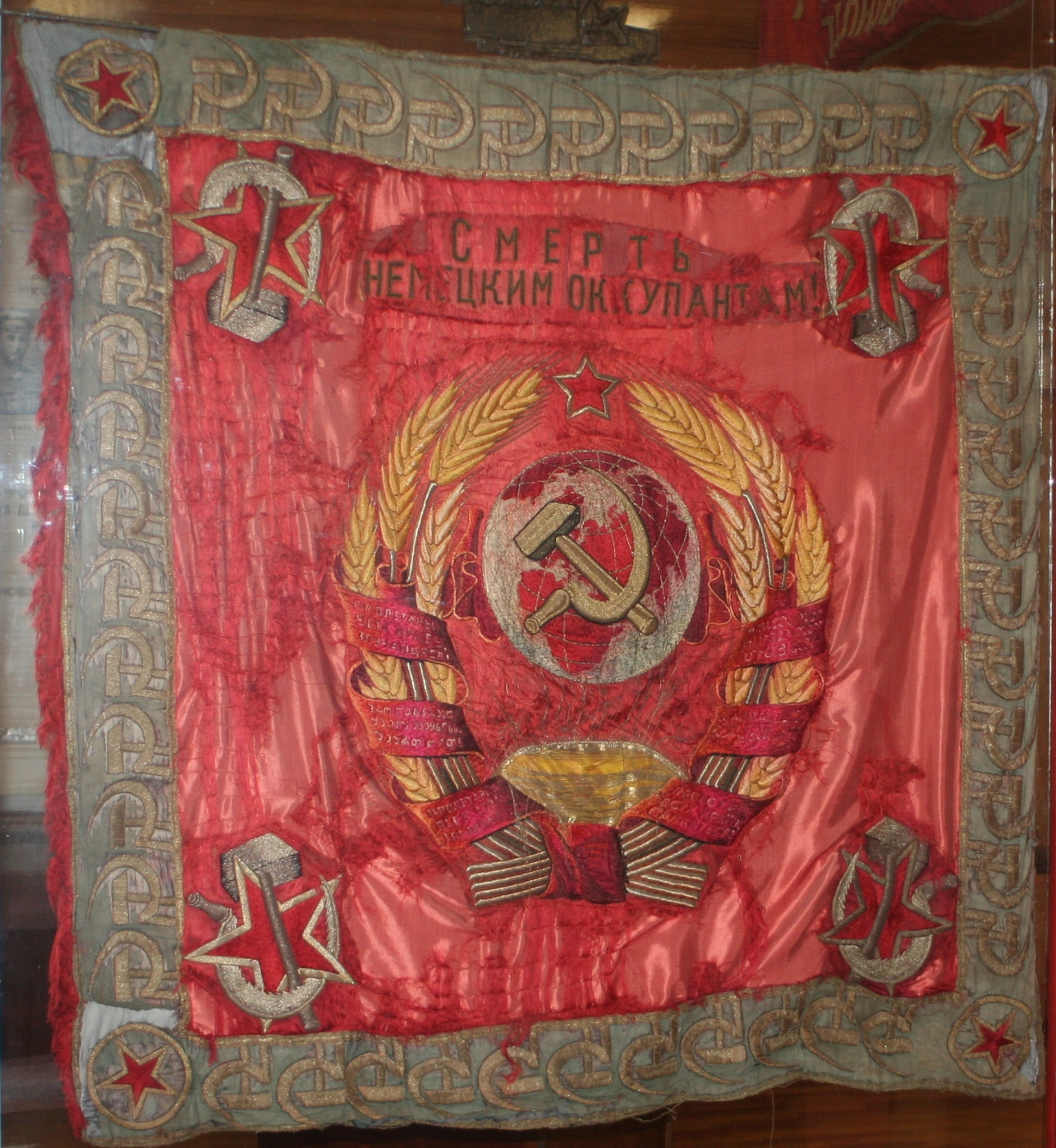
Боевое Знамя.1-я Стрелковая Кавказская дивизия (реверс).
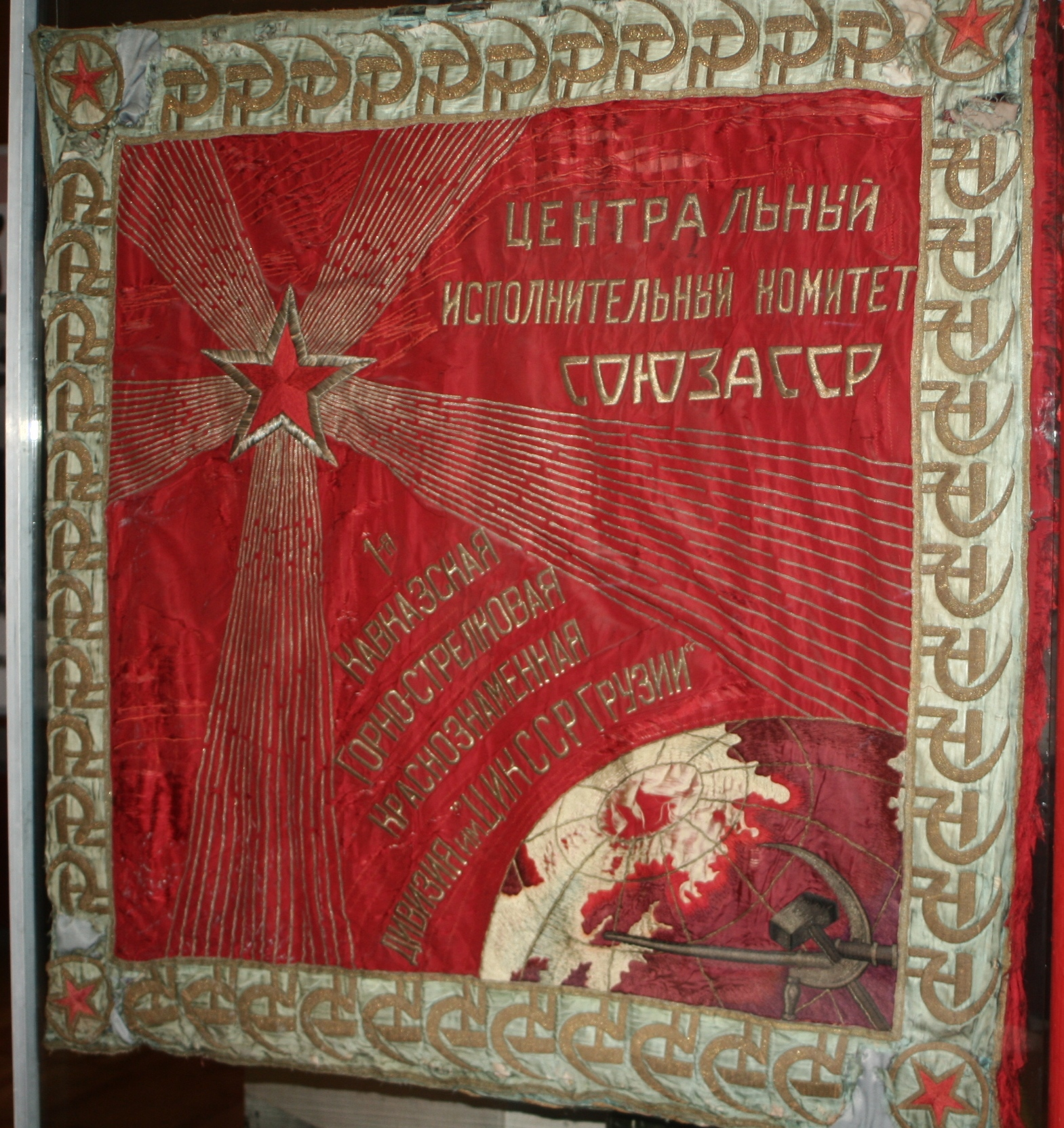
Боевое Знамя 1-й Кавказской гсд. Музей 9-й мсд. Майкоп.
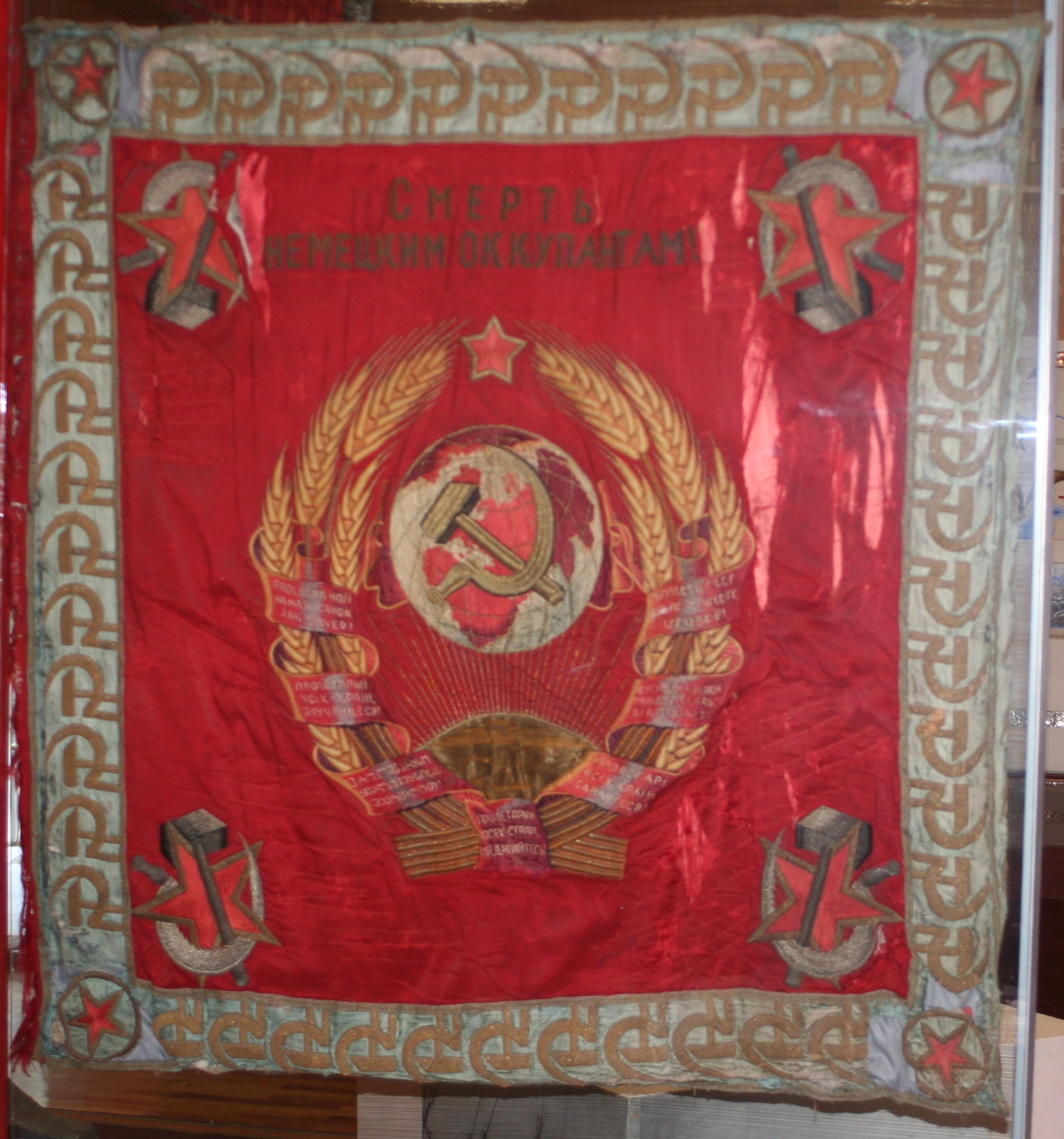
Боевое Знамя 1-й Кавказской гсд (реверс)
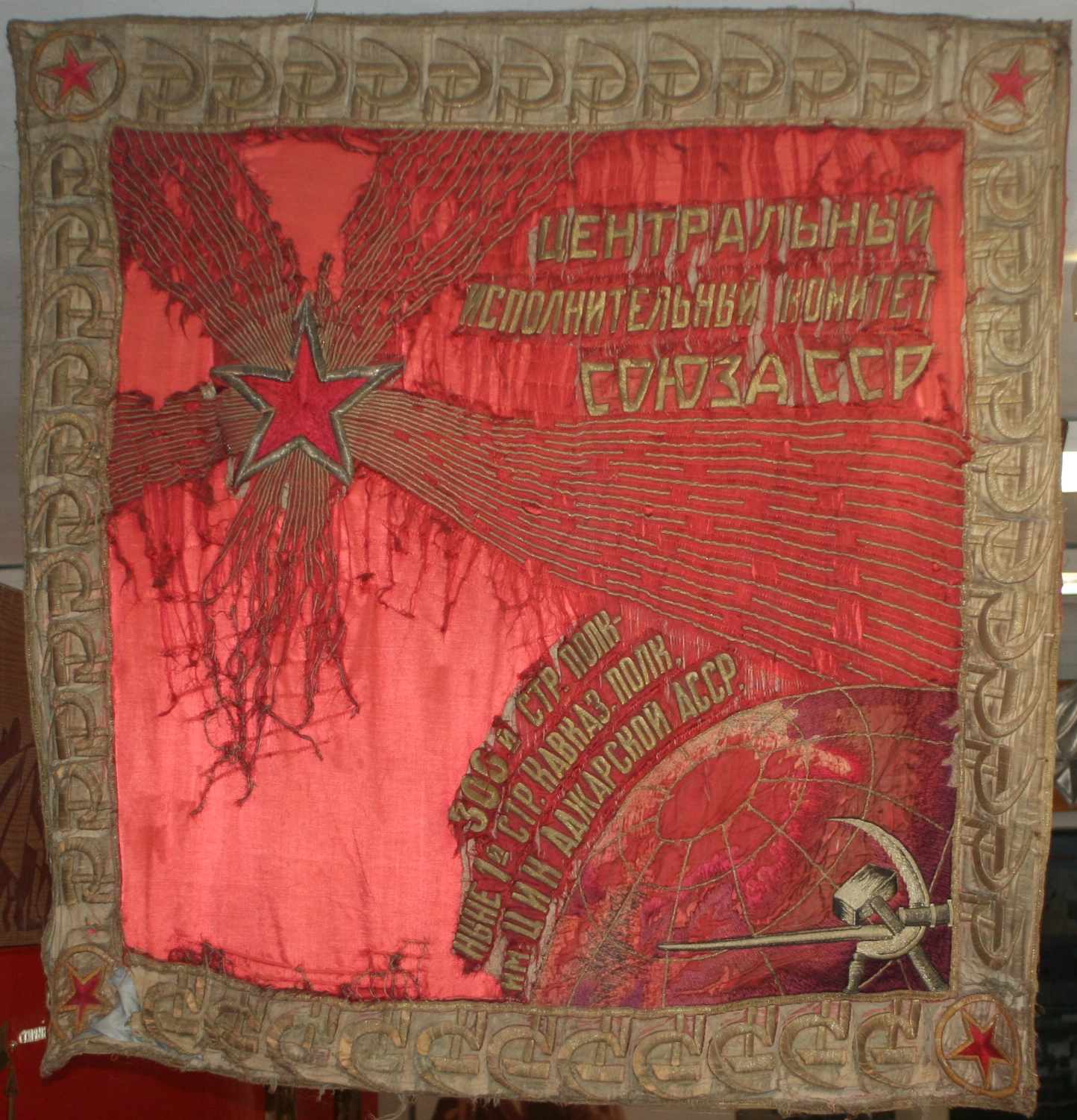
Боевое Знамя.306-й стр. полк-ныне 1-й стр. Кавказский полк им. ЦИК Аджарской АССР. Музей 9-й мсд. Майкоп.
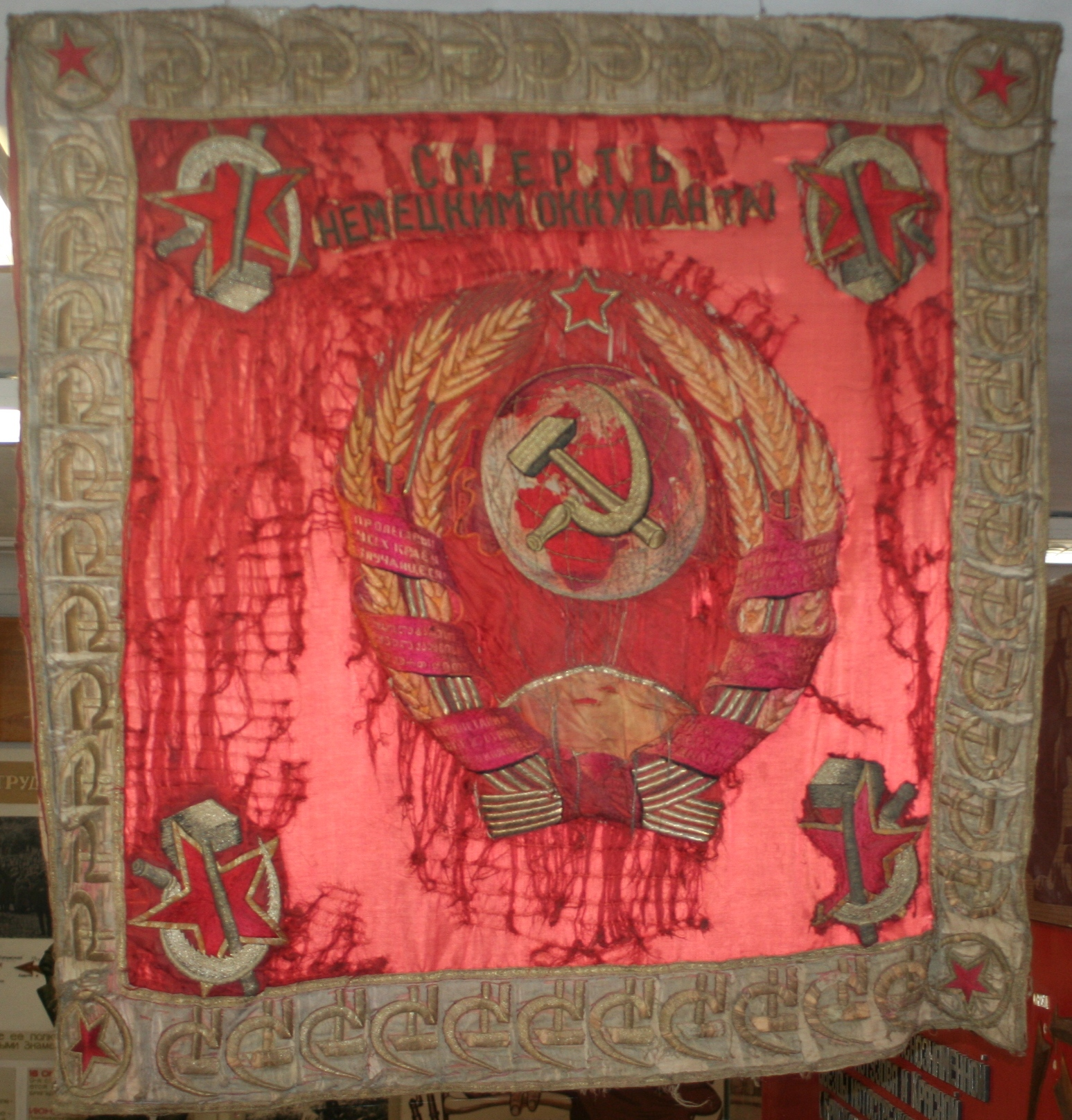
Боевое Знамя.306-й стр. полк-ныне 1-й стр. Кавказский полк им. ЦИК Аджарской АССР (реверс).
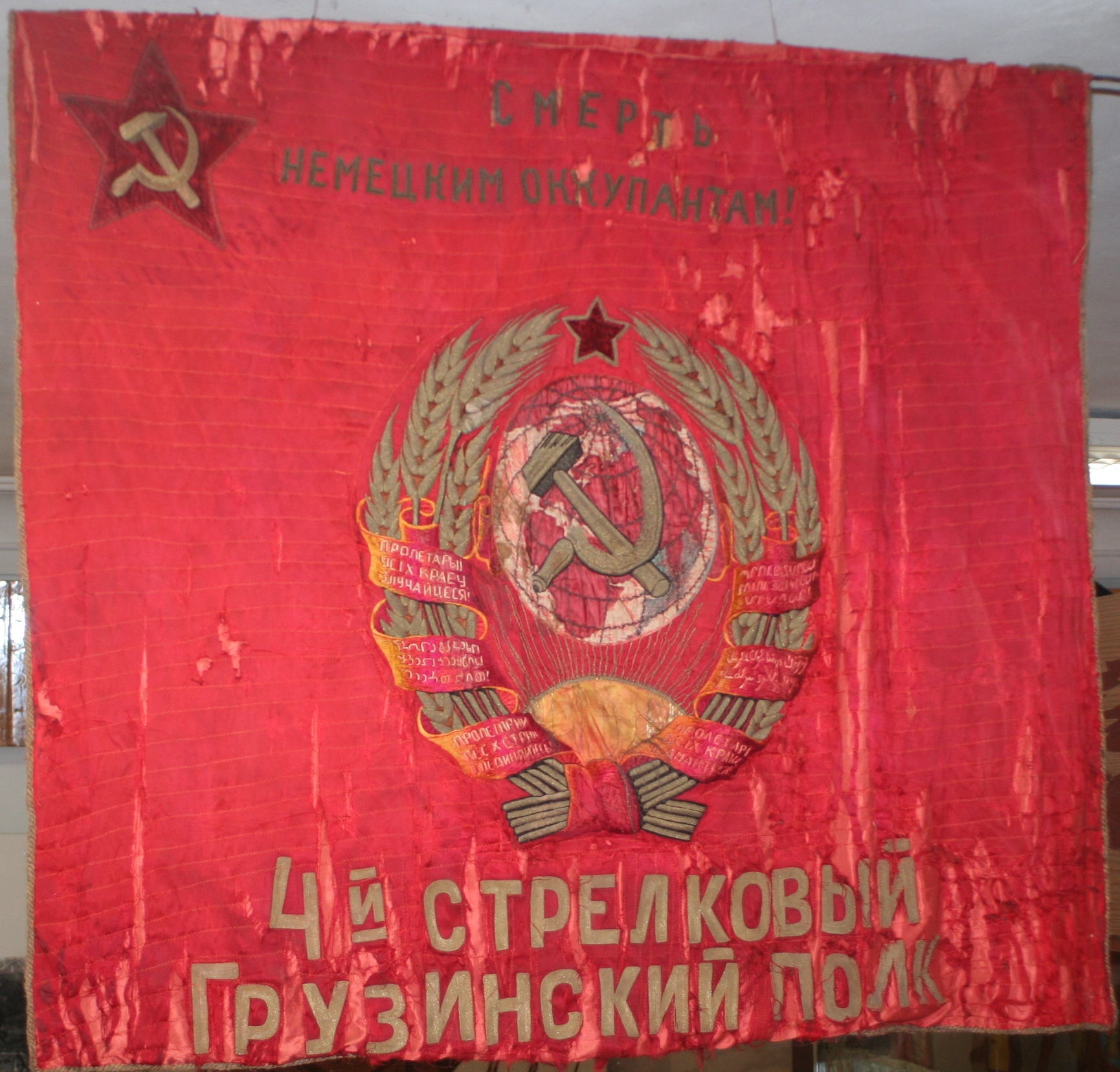
Боевое Знамя. 4-й Стрелковый Грузинский полк 1-й Кавказской сд (гсд). Музей 9-й мсд. Майкоп.
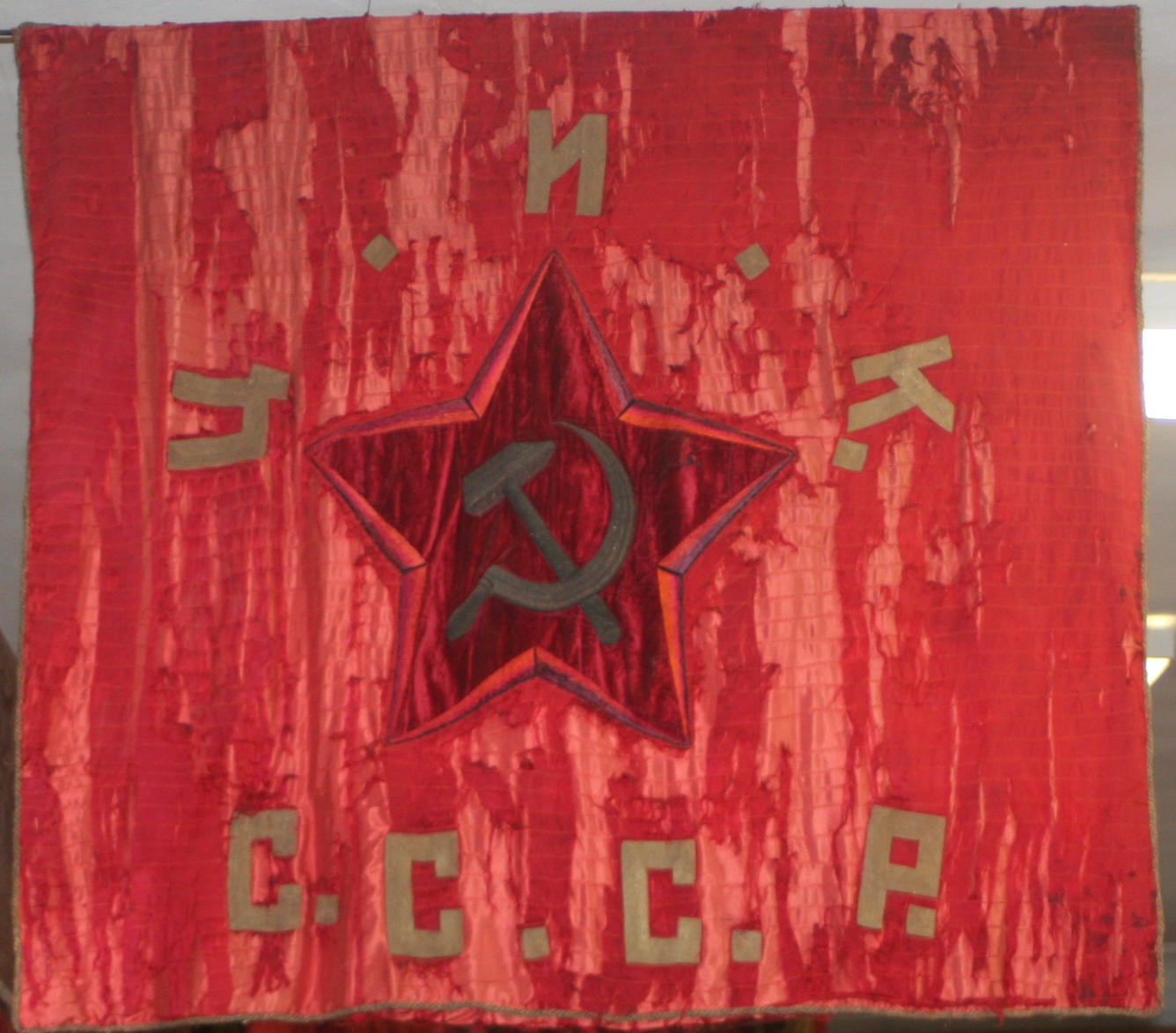
Боевое Знамя. 4-й Стрелковый Грузинский полк 1-й Кавказской сд (гсд) (реверс).
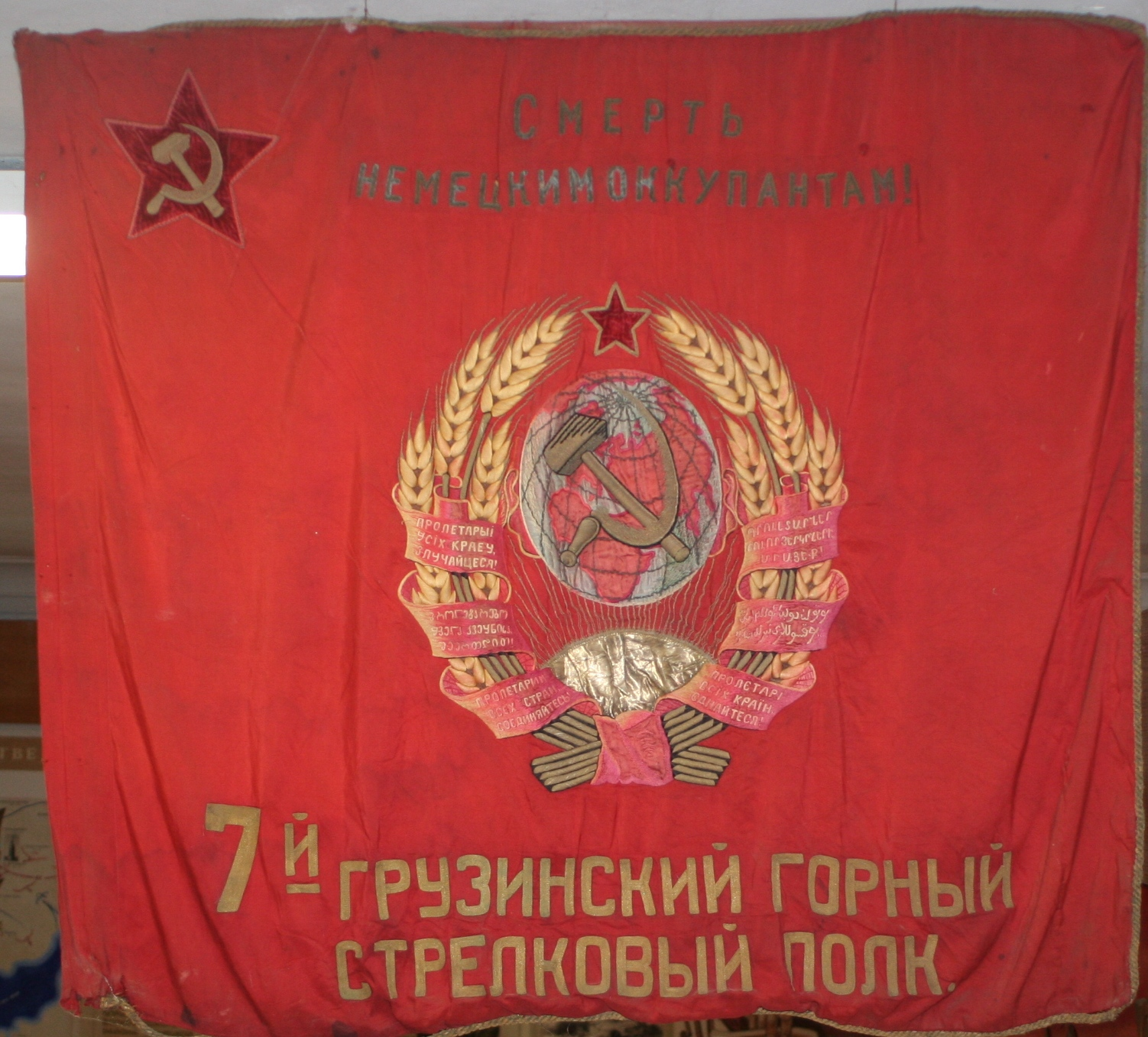
Боевое Знамя. 7-й ГРУЗИНСКИЙ ГОРНЫЙ СТРЕЛКОВЫЙ ПОЛК 1-й Кавказской гсд. Музей 9-й мсд. Майкоп 2014.
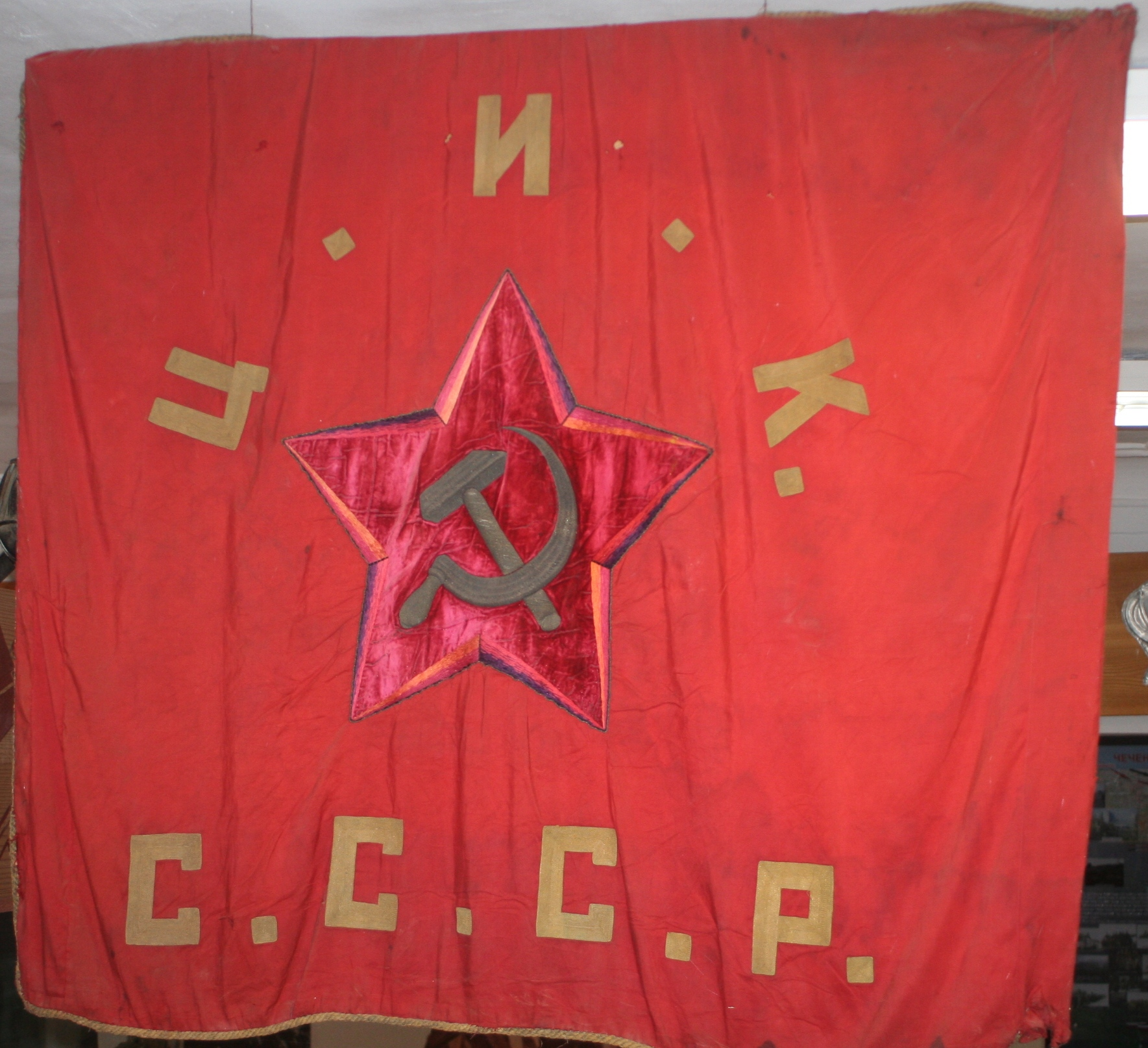
Боевое Знамя (реверс)7-й ГРУЗИНСКИЙ ГОРНЫЙ СТРЕЛКОВЫЙ ПОЛК (реверс) 1-й Кавказской гсд.

### Годы войны

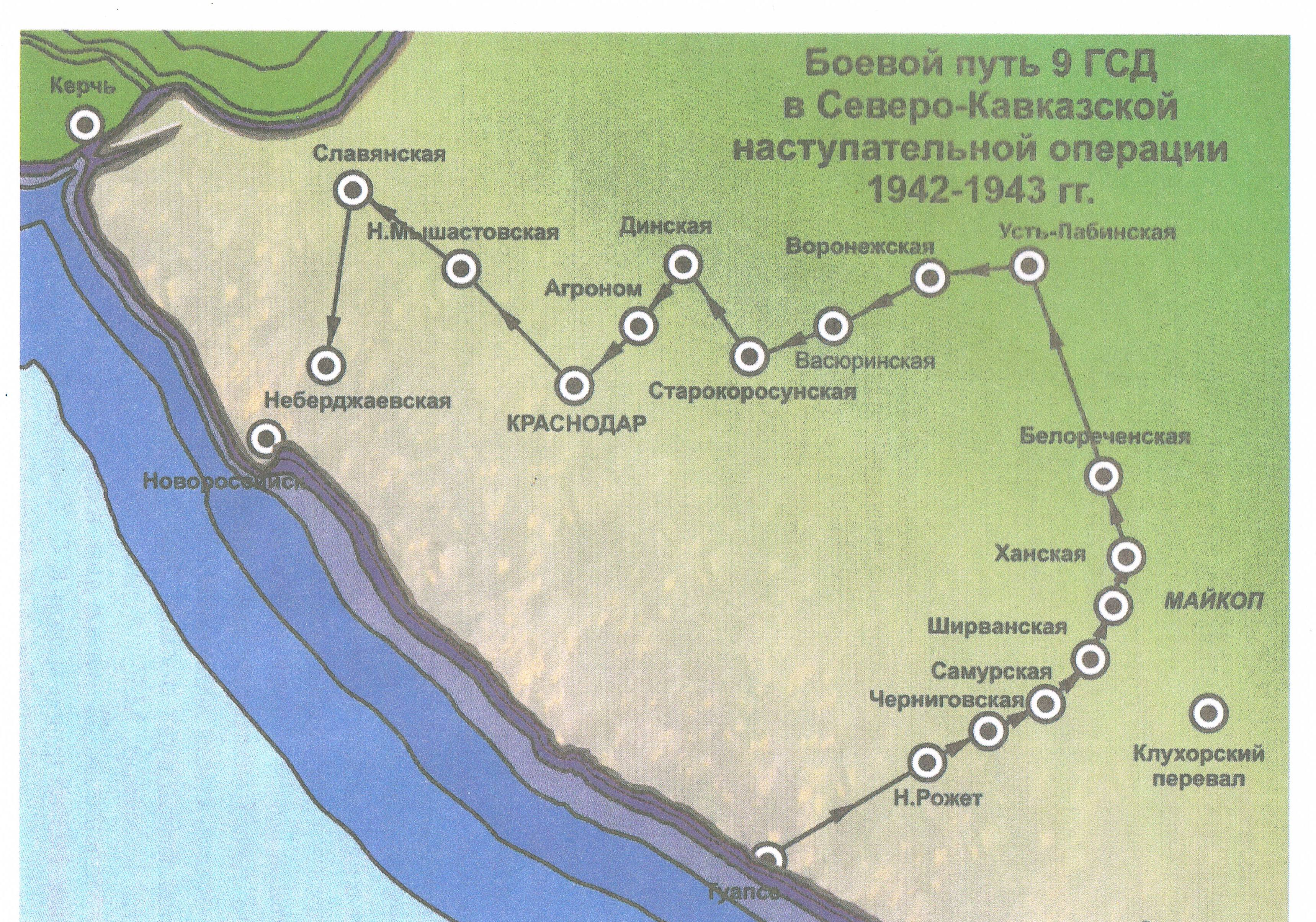
Боевой путь 9 гсд в Северо-Кавказской наступательной операции. 1942—1943 гг.

На 22 июня 1941 года горно-стрелковая дивизия дислоцировалась в городе Батуми в составе 40-го стрелкового корпуса, затем 46-й армии Закавказского фронта. Дивизия обороняла границу с Турцией и занималась строительством оборонительных рубежей. В состав дивизии входили управление, 36-й, 121-й, 193-й, 251-й горнострелковые полки, 607-й гаубичный артиллерийский полк, 256-й артиллерийский полк и другие части.
Во время обороны Кавказа защищала участок от турецкой границы до Поти по ноябрь 1942 года.
С 22 ноября по 9 декабря 1942 года 9 гсд и 406-я стрелковая дивизия (406 сд) входили в состав 12-го стрелкового корпуса.
В действующей армии дивизия с 23.11.1941 по 28.01.1942, затем с 15.05.1942 — 05.09.1943.
В декабре 1941 года 251-й горнострелковый полк и второй дивизион 256-й артиллерийского полка, как десантные, имеющие опыт и практику в десантных операциях, были переброшены в 51-ю армию Северо-Кавказского фронта, где приняли участие в Керченско-Феодосийской десантной операции.
В августе 1942 года 121-й горнострелковый полк, переподчинённый непосредственно командующему 46-й армией, переброшен в район Сухуми и 27.08.1942 года впервые вступил в бой с 1-й горнопехотной дивизией «Эдельвейс» 49-го горного армейского корпуса 17-й немецкой армии на Клухорском перевале в районе с. Гвандра. Полк 13.12.1942 года был награждён Орденом Красного Знамени. В этом бою погиб командир 121-го сп майор Аршава И. И. (награждён орденом Ленина).
С 26.11.по 1.12.1942 крейсер «Красный Крым» совместно с транспортами «Дмитров» и «Красная Кубань» перевозил 9-ю горнострелковую дивизию из Батума в Туапсе.
В декабре 1942 года вся дивизия комбинированным маршем по железной дороге и морем была передислоцирована в район Туапсе и была передана в состав Черноморской группы войск Закавказского фронта. С 4 по 6 декабря переброшена по ж/д в с Лазаревская и стала готовиться к горному маршу.
С середины января 1943 года дивизия заняла оборону на реке Пшеха, затем участвовала в Краснодарской операции и в Северо-Кавказской стратегической наступательной операции, 29-го января 1943 года освобождала Майкоп (ст. Ханская).

МАЙКОП. Оккупирован 10 августа 1942 г. Освобождён 29 января 1943 г. войсками ЗакФ в ходе Северо-Кавказской операции:
46 А — 9 гсд (полковник Евстигнеев Михаил Васильевич). В освобождении города участвовали Майкопский партизанский отряд «Народные мстители» (Козлов Степан Яковлевич) и Тульский партизанский отряд № 3 «За Родину» (Свердлов Яков Рафаилович).
— Освобождение городов
СССР
.
30 января освобождала н. п. Бжедухабль, Преображенское, Новосевастопольское, Николаевское, Гиагинская, Адамий. 31 января освободила Штурбино, Хатукай, Еленовское. 1 февраля — Усть-Лабинск. 12 февраля Краснодар.
За участие в боях за Краснодар получила Почётное наименование «Краснодарская».
В апреле-августе 1943 года в составе 56-й армии вела упорные бои по прорыву «голубой линии» противника в Новороссийско-Таманской операции.
В начале сентября 1943 года дивизия была выведена в резерв Ставки ВГК и переформирована в 9-ю пластунскую стрелковую дивизию.
- (Схема 1944—1945 гг.) Боевой путь 9-й Краснодарской, Краснознамённой, орденов Кутузова и Красной Звезды добровольческой пластунской стрелковой дивизии имени Верховного Совета ССР Грузии Схема. 1943—1945.

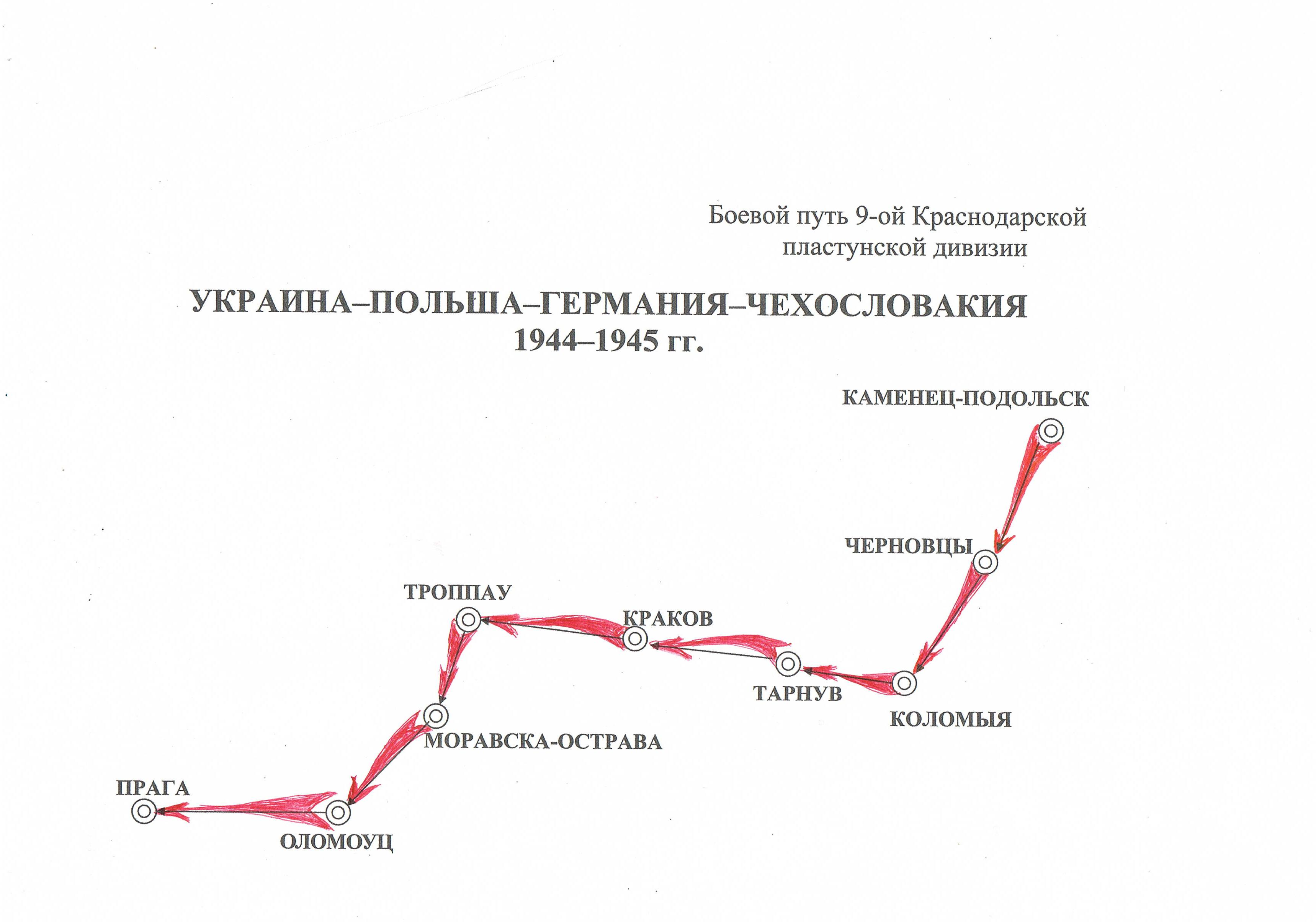
Боевой путь 9-й Краснодарской, Краснознамённой, орденов Кутузова и Красной Звезды добровольческой пластунской стрелковой дивизии имени Верховного Совета ССР Грузии Схема. 1943—1945

С 9 июня 1949 года (по 10.06.1954 год) вновь формируется как 9-я горнострелковая, Краснодарская, Краснознамённая, орденов Кутузова Красной Звезды дивизия имени Верховного Совета Грузинской ССР с 17 января 1950 года пункт дислокации Майкоп.

## Преемники
Преемниками дивизии с передачей наград и наименований стали:
- С сентября 1943 года по июнь 1946 г. — 9-я пластунская стрелковая Краснодарская Краснознамённая орденов Кутузова и Красной Звезды дивизия имени Верховного Совета Грузинской ССР с сентября 1945 года пункт дислокации Краснодар
- С июня 1946 года по июнь 1949 — 9-я отдельная пластунская кадровая бригада
- С 9 июня 1949 года по 10 июня 1954 года вновь 9-я горнострелковая Краснодарская, Краснознамённая, орденов Кутузова Красной Звезды дивизия имени Верховного Совета Грузинской ССР с 17 января 1950 года пункт дислокации Майкоп
- С 10 июня 1954 года — 9-я стрелковая дивизия
- С мая 1957 года — 80-я мотострелковая дивизия
- С декабря 1964 года восстановлен номер дивизии — 9-я Краснодарская Краснознамённая орденов Кутузова и Красной Звезды мотострелковая дивизия имени Верховного Совета Грузинской ССР
- С октября 1992 года — из 9-й мсд сформирована 131-я Краснодарская, Краснознамённая, орденов Кутузова и Красной Звезды, Кубанская казачья мотострелковая бригада
- С 1 февраля 2009 года — 7-я Краснодарская Краснознамённая орденов Кутузова и Красной Звезды военная база с пунктом дислокации Гудаута (Абхазия).

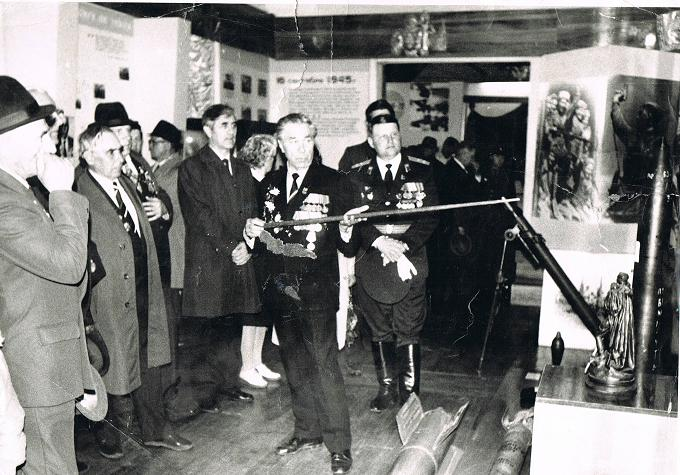
В музее боевой славы 9-й пластунской стрелковой дивизии пластун-артиллерист капитан Тарасенко М. Н. и комдив полковник Дорофеев А. А. Майкоп 1988.

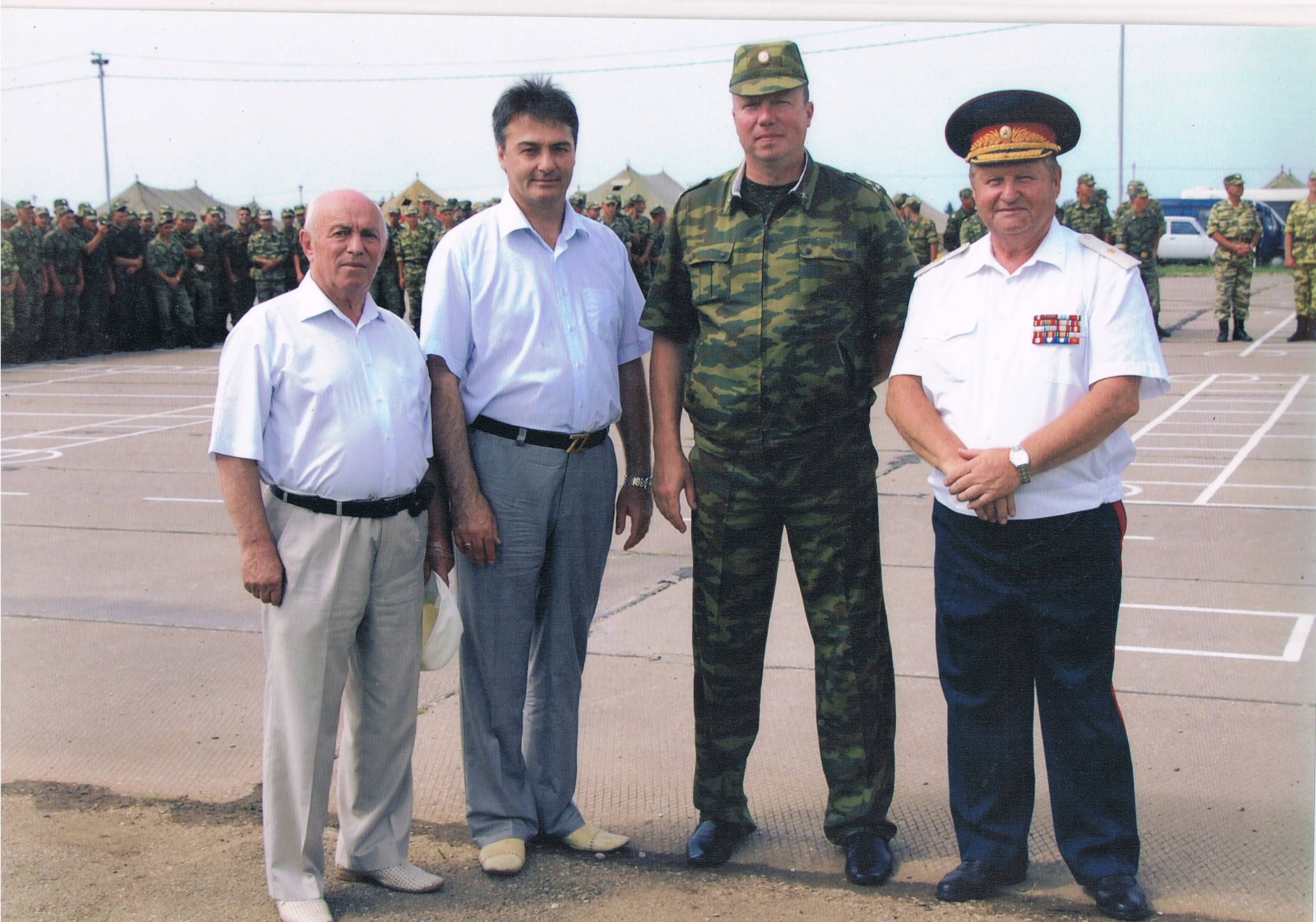
131-я осмбр Абхазия, Гудаута. 2009 год. Генерал-майор Дорофеев А. А. командир 9-й мсд, комбриг полковник Чеботарёв С. В., депутат ГС Хасе-РА Тхакушинов Р. К., ветеран 9-й мсд Рудяк Л. С.

## В составе
- Закавказский военный округ, 40-й стрелковый корпус, на 22.06.1941 года
- Закавказский фронт, 46-я армия c 23.08.1941 года
- 12 ск, с 22 ноября по 9 декабря 1942 года.
- Кавказский фронт, 46-я армия (без 251-го гсп и 256 ап) на 01.01.1942 года.
- Закавказский военный округ, 46-я армия на 01.04.1942 года
- Закавказский фронт, 46-я армия, 3-й стрелковый корпус на 01.07.1942 года
- Черноморская группа войск, 46-я армия, 3-й стрелковый корпус на 01.10.1942 года
- Северо-Кавказский фронт, 37-я армия, на 01.04.1943 года
- Северо-Кавказский фронт, 56-я армия, 3-й стрелковый корпус на 01.07.1943 года

## Состав
- управление (штаб)
- 36-й горнострелковый ордена Суворова полк
- 121-й горнострелковый Краснознамённый полк (с 1939 года в составе 9-й ГСД)
- 193-й горнострелковый полк (1-й Грайворонский революционный полк)(с 1920 года в составе 9-й СД)
- 251-й горнострелковый полк (до 01.01.1942)
- 1329-й горнострелковый полк (с 15.05.1942)
- 256-й артиллерийский ордена Богдана Хмельницкого полк
- 607-й гаубичный артиллерия|артиллерийский полк
- 55-й отдельный истребительно-противотанковый дивизион
- 26-й казачий эскадрон (разведывательный)
- 75-й отдельный разведывательный батальон (75-я разведрота)
- 140-й сапёрный батальон
- 232-й отдельный батальон связи (1432-я отдельная рота связи)
- 123-й медико-санитарный батальон
- 553-я отдельная рота химической защиты
- 161-я автотранспортная рота
- 104-я полевая хлебопекарня
- 156-й дивизионный ветеринарный лазарет
- 203-я полевая почтовая станция
- 216-я полевая касса Госбанка
- отдельный штрафной батальон

## Командование (звание, период)
Перед войной дивизией командовали:
- Глаголев, Василий Павлович, начдив (3 мая 1918 — октябрь 1918)
- Молкочанов, Михаил Васильевич, начдив (23 октября 1918 — 30 мая 1919)
- Орлов, Михаил Александрович, начдив (с 30.05.1919 по 18.09.1919)[11]
- Солодухин, Пётр Андрианович, начдив (август 1919 — июль 1920)
- Шукевич, Иван Людвигович (с 18.09.1919 по 3.10.1919)[12]
- Козицкий, Александр Дмитриевич начальник 9-й стрелковой дивизии (март—17.10.1919)
- Куйбышев, Николай Владимирович, начдив (январь 1920 — июнь 1921)
- Яновский, Александр Яковлевич, начдив (врид, с 18.06.1921 по 7.07.1921)
- Николаев, Иван Фёдорович, начдив (июль 1921 — октябрь 1922)
- Великанов, Михаил Дмитриевич, начдив (октябрь — декабрь 1922)
- Яновский, Александр Яковлевич, начдив (врид, ноябрь — декабрь 1922)
- Батурин, Григорий Николаевич, начдив (декабрь 1922 — апрель 1923)
- Яновский, Александр Яковлевич, начдив (сентябрь 1923 — октябрь 1927)[13]
- Ковалев, Михаил Прокофьевич, начдив (с 15.12.1928 по 23.05.1932)
- Драгилев, Владимир Григорьевич командир-комиссар(май 1932 — февраль 1935). В 1937 году  был репрессирован, расстрелян. В 1957 году реабилитирован.
- Кевлишвили, Поликарп Гедеонович, (19.02.1935 — 16.07.1937) комбриг. В 1937 году  был репрессирован, расстрелян. В 1957 году реабилитирован.
- Сергеев, Всеволод Николаевич, комбриг (с 08.08.1937 по 14.06.1938)[14]
- Афанасьев, Георгий Афанасьевич (октябрь 1938 — июль 1939)[15]
- Маслов, Василий Тимофеевич, полковник (с 01.05.1939 по 15.10.1941)

В период войны дивизией командовали
- Маслов, Василий Тимофеевич, полковник (с 01.05.1939 по 15.10.1941), Герой Советского Союза
- Дзабахидзе, Валериан Сергеевич, полковник (с 16.10.1941 по 15.03.1942)
- Евстигнеев, Михаил Васильевич, полковник (с 16.03.1942 по 06.03.1943 отстранён)
- Шаповалов, Афанасий Ефимович, полковник ВРИО (с 07.03.1943 по 04.04.1943)
- Чёрный, Степан Макарович, подполковник, с 05.04.1943 полковник (с 31.03.1943  — 01.07.1943)
- Метальников, Пётр Иванович, полковник, с октября 1943 генерал-майор (с 02.07.1943 по 05.09.1945)

Заместители командира дивизии
- Шаповалов, Афанасий Ефимович, полковник (с 01.1943 по 28.4.1945 смертельно ранен)

После войны дивизией командовали
- Метальников, Пётр Иванович, генерал-майор (05.1945 по 05.09.1945)
- Генерал-майор Шагин А. И. 06.1946 по 12.1951
- полковник Горбунов Н. А. 01.1951 по 08.1953
- полковник, с мая 1954 генерал-майор Кусимов, Тагир Таипович (с 06.08.1953 по 18.09.1954), Герой Советского Союза
- Полковник А. Е. Мамиконьян 09.1954-12.1954
- Полковник Н. И. Быков 12.1954-12.1955
- Полковник А. И. Шестаков 12.1955-01.1961
- Полковник И. Г. Вечкутов 01.1961-12.1964
- полковник (с 1968 года генерал-майор) М. С. Бароев 12.1964-04.1970
- полковник (с 1972 года генерал-майор) Б. С. Симаков
- полковник В. Л. Чумаченко 07.1972-10.1975
- полковник Н. А. Нестеренко 11.1975-12.1977
- полковник (с 1981 года генерал-майор) В. И. Губкин 01.1977-02.1982
- полковник (с 1984 года генерал-майор) Б. А. Фролов 02.1982-05.1985
- полковник (с 15.02.1989 года генерал-майор) А. А. Дорофеев 06.1985-06.1991
- полковник (с 1992 года генерал-майор) Колягин, Юрий Николаевич 06.1991-10.1992

Бригадой командовали
- Первый командир бригады полковник Чирков Виктор Петрович
- полковник И. А. Савин
- полковник В. А. Мулин
- полковник Караогланян А. В.
- полковник (с 06.2001 — генерал-майор) Зарудницкий, Владимир Борисович
- полковник Цыганков С. А.
- полковник (с 12.2003 года — генерал-майор) Кураленко, Сергей Васильевич
- полковник (с 06.2005 — генерал-майор) Судаков, Сергей Геннадьевич
- полковник (с 2010 года — генерал-майор) Чеботарёв Сергей Валерьевич

## Знаки отличия дивизии
- 26.02.1928 — присвоено именное наименование «имени ЦИК Грузинской ССР» («имени Верховного Совета Грузинской ССР»)
- 29.02.1928 — награждена Почётным Революционным Красным Знаменем — «Краснознамённая» — в ознаменование десятилетия РККА и отмечая боевые заслуги на различных фронтах гражданской войны, начиная с 1918—1919 г.[16]
- 23.02.1936 — награждена Орденом Красной Звезды
- 03.09.1943 — присвоено почётное наименование «Краснодарская» — за разгром немецко-фашистских захватчиков на Кубани, освобождение Кубани и её краевого центра — города Краснодара[17]
- 26.04.1945 — награждена Орденом Кутузова II степени — за образцовое выполнение заданий командования в боях с немецкими захватчиками при овладении городами Штрелен, Рыбник и проявленные при этом доблесть и мужество[18]

- Медаль «Слава Адыгеи».[19] В связи с 90 летием дивизии

### Награды частей дивизии
- — 36-й горнострелковый полк — за образцовое выполнение заданий командования в боях с немецкими захватчиками при овладении городами Моравская Острава, Жилина и проявленные при этом доблесть и мужество[20] (как 36-й пластунский полк)
- — 121-й горнострелковый полк — за образцовое выполнение боевых заданий командования на фронте борьбы с немецкими захватчиками и проявленные при этом доблесть и мужество[21]
- — 256-й артиллерийский полк — за образцовое выполнение заданий командования в боях с немецкими захватчиками при овладении городами Моравская Острава, Жилина и проявленные при этом доблесть и мужество[20]